# CABCOCO1
CABCOCO1 (англ. Ciliary associated calcium binding coiled-coil 1) – білок, який кодується однойменним геном, розташованим у людей на 10-й хромосомі. Довжина поліпептидного ланцюга білка становить 208 амінокислот, а молекулярна маса — 23 883.
| 10         |  | 20         |  | 30         |  | 40         |  | 50         |
| ---------- |  | ---------- |  | ---------- |  | ---------- |  | ---------- |
| MDFSIIQYSK |  | FMTLLAMSLQ |  | NLKTLHMSLE |  | ESIKWLGEVM |  | AEIGPTHSQK |
| SEDWNIFDVK |  | QANAIIDYLK |  | ISLFQHYKLY |  | EFMFYSAREE |  | IVIGTEQVIE |
| VVKSACGPFP |  | NPLEEGISFD |  | IYSTFIEPPT |  | ILDTEMKRLD |  | QEQGPEESQP |
| ETDTSDMDPL |  | VGFTIEDVKS |  | VLDQVTDDIL |  | IGIQTEINEK |  | LQIQEEAFNA |
| RIEKLKKA   |  |            |  |            |  |            |  |            |

A: Аланін

C: Цистеїн

D: Аспарагінова кислота

E: Глутамінова кислота

F: Фенілаланін

G: Гліцин

H: Гістидин

I: Ізолейцин

K: Лізин

L: Лейцин

M: Метіонін

N: Аспарагін

P: Пролін

Q: Глутамін

R: Аргінін

S: Серин

T: Треонін

V: Валін

W: Триптофан